# Židé v amerických zemích

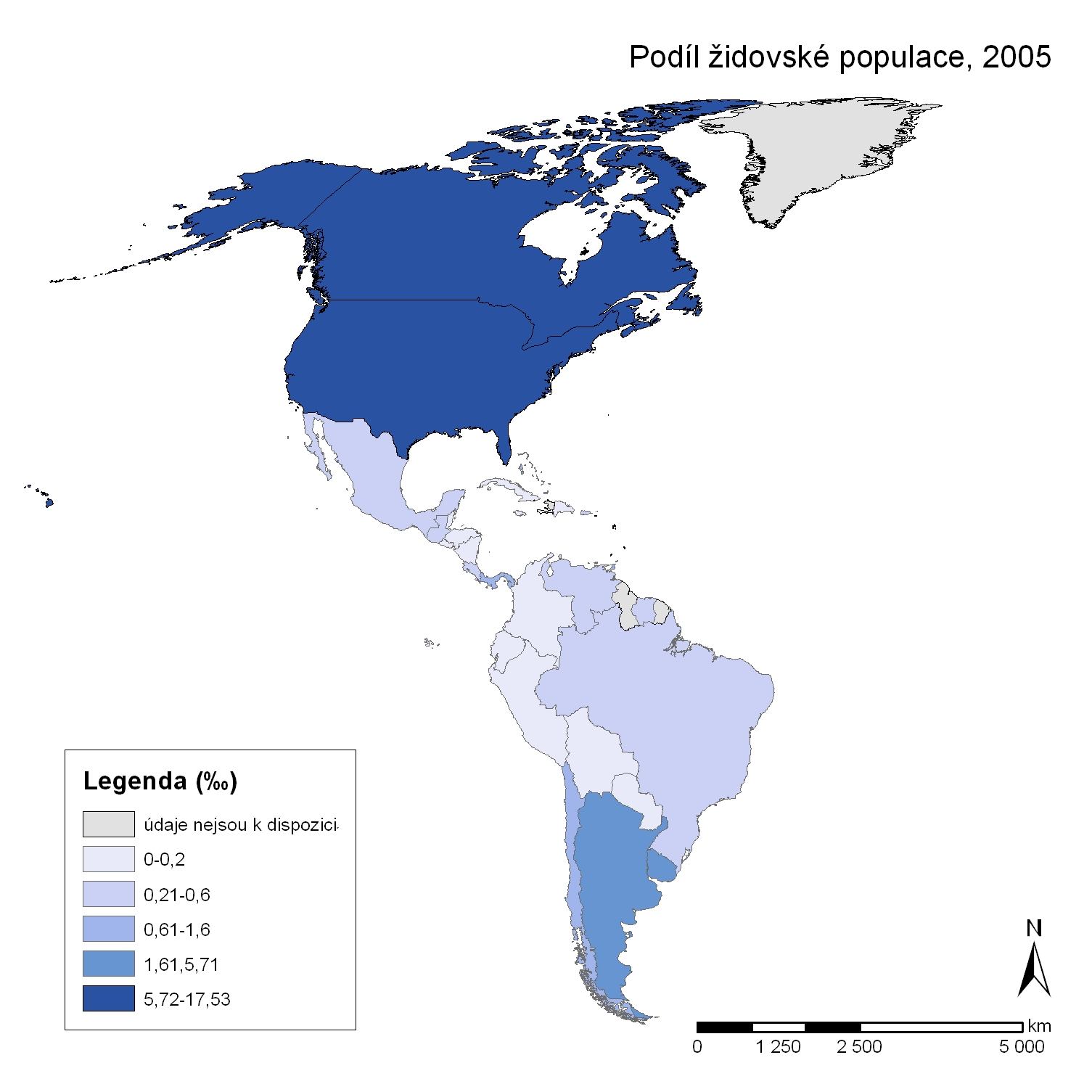
Podíl židovské populace na americkém kontinentu.

Židovská populace na Americkém kontinentu tvoří zhruba 45% celosvětového židovstva. Hlavní podíl na tom mají Spojené státy americké, jejich židovská komunita je největší na světě (samozřejmě po Izraeli). Z deseti početně největších židovských komunit na světě se pak v Americe nacházejí čtyři (Spojené státy, Kanada, Argentina a Brazílie).
Americké země se staly cílem židovské migrace během uplynulých staletí. První emigranti do Ameriky přišli s evropskými kolonizacemi a od té doby Židé na tento kontinent migrovali jak z politických, tak z ekonomických důvodů. 
Každá z jednotlivých zemí má svoji vlastní zvláštní historii a charakter. Díky náboženské svobodě se zde formovaly i nové denominace judaismu. Klasickým příkladem jsou Spojené státy, jejichž přistěhovalci se po příjezdu náboženskými doktrínami nezatěžovali a převládající dobrodružný duch následně umožnil zavedení náboženských reforem.
Převažují Aškenázové, jejichž významné komunity se nacházejí ve Spojených státech (5-6 milionů), v Kanadě (přibližně 240 tisíc) a v Argentině (200 tisíc). Významné sefardské komunity se nacházejí ve Spojených státech (50-80 tisíc), v Kanadě (30-60 tisíc), v Brazílii (20-60 tisíc), na Kubě (necelých 5 tisíc) a v Mexiku.

## Přehled židovských komunit v amerických zemích
| stát                                  | region          | celková populacea | ‰ židovské populaceb | absolutní počet Židů |
| ------------------------------------- | --------------- | ----------------- | -------------------- | -------------------- |
| Židé na Antigui a Barbudě             | Karibik         | 69 481            | nezjištěno           | nezjištěno           |
| Židé v Argentině                      | jižní Amerika   | 40 301 927        | 4,9‰                 | 185 000              |
| Židé na Bahamách                      | Karibik         | 305 655           | 1‰                   | 300                  |
| Židé na Barbadosu                     | Karibik         | 280 946           | nezjištěno           | nezjištěno           |
| Židé v Belize                         | střední Amerika | 294 385           | 0,033‰               | 10                   |
| Židé v Bolívii                        | jižní Amerika   | 9 119 152         | 0,055‰               | 500                  |
| Židé v Brazílii                       | jižní Amerika   | 190 010 647       | 0,51‰                | 96 700               |
| Židé na Dominice                      | Karibik         | 72 386            | nezjištěno           | nezjištěno           |
| Židé v Dominikánské republice         | Karibik         | 9 365 818         | 0,013‰               | 120                  |
| Židé v Ekvádoru                       | jižní Amerika   | 13 755 680        | 0,1‰                 | 900                  |
| Židé ve Francouzské Guyaně            | jižní Amerika   | 270 485           | nezjištěno           | nezjištěno           |
| Židé na Grenadě                       | Karibik         | 89 971            | nezjištěno           | nezjištěno           |
| Židé v Guatemale                      | střední Amerika | 12 728 111        | 0.4‰                 | 1 700                |
| Židé v Guyaně                         | jižní Amerika   | 769 095           | nezjištěno           | nezjištěno           |
| Židé na Haiti                         | Karibik         | 8 706 497         | nezjištěno           | nezjištěno           |
| Židé v Hondurasu                      | střední Amerika | 7 483 763         | 0,016‰               | 120                  |
| Židé v Chile                          | jižní Amerika   | 16 284 741        | 1,3‰                 | 20 800               |
| Židé na Jamajce                       | Karibik         | 2 780 132         | 0,1‰                 | 300                  |
| Židé v Kanadě                         | severní Amerika | 33 390 141        | 11,7‰                | 372 000              |
| Židé v Kolumbii                       | jižní Amerika   | 44 379 598        | 0,1‰                 | 3 300                |
| Židé v Kostarice                      | střední Amerika | 4 133 884         | 0,6‰                 | 2 500                |
| Židé na Kubě                          | Karibik         | 11 394 043        | 0.087‰               | 1000                 |
| Židé v Mexiku                         | severní Amerika | 108 700 891       | 0.4‰                 | 39 800               |
| Židé v Nikaragui                      | střední Amerika | 5 675 356         | 0,0088‰              | 50                   |
| Židé v Panamě                         | střední Amerika | 3 242 173         | 1,6‰                 | 5 000                |
| Židé v Paraguayi                      | jižní Amerika   | 6 669 086         | 0,2‰                 | 900                  |
| Židé v Peru                           | jižní Amerika   | 28 674 757        | 0,08‰                | 2 300                |
| Židé v Salvadoru                      | střední Amerika | 6 948 073         | 0.017‰               | 120                  |
| Židé ve Spojených státech amerických  | severní Amerika | 301 139 947       | 17,53‰               | 5 280 000            |
| Židé na Svatém Kryštofu a Nevisu      | Karibik         | 39 349            | nezjištěno           | nezjištěno           |
| Židé na Svaté Lucii                   | Karibik         | 170 649           | nezjištěno           | nezjištěno           |
| Židé na Svatém Vincenci a Grenadinách | Karibik         | 118 149           | nezjištěno           | nezjištěno           |
| Židé v Surinam                        | jižní Amerika   | 470 784           | 0,42‰                | 200                  |
| Židé v Trinidad a Tobago              | Karibik         | 1 056 608         | 1,02‰                | 1 088                |
| Židé v Uruguayi                       | jižní Amerika   | 3 460 607         | 5,72‰                | 19 500               |
| Židé ve Venezuele                     | jižní Amerika   | 26 023 528        | 0.595‰               | 15 500               |
| Celkem                                | Celkem          | 898 376 483       | 6,73‰                | 6 050 108            |

Zdroj dat: American Jewish Committee Archives Archivováno 4. 8. 2019 na Wayback Machine. (rok 2005)

a CIA - World Factbook, 2007 Archivováno 12. 8. 2008 na Wayback Machine.

b uváděno v promilích (počet Židů na 1000 obyvatel)

Uvedená data jsou přibližná a liší se v závislosti na jednotlivých průzkumech.